# Зарудні Байраки
Зарудні Байраки — колишній населений пункт в Кіровоградській області; Знам'янський район.

## Стислі відомості
Станом на 1904 рік — в складі Мошоринської волості Олександрійського повіту Херсонської губернії.
Село входило до складу Мошоринської сільської ради. В 1930-х роках — у складі Новопразького району Дніпропетровської області.
В часі Голодомору 1932—1933 років померло не менше 7 людей.
Приєднане до села Васине.